# 요양소

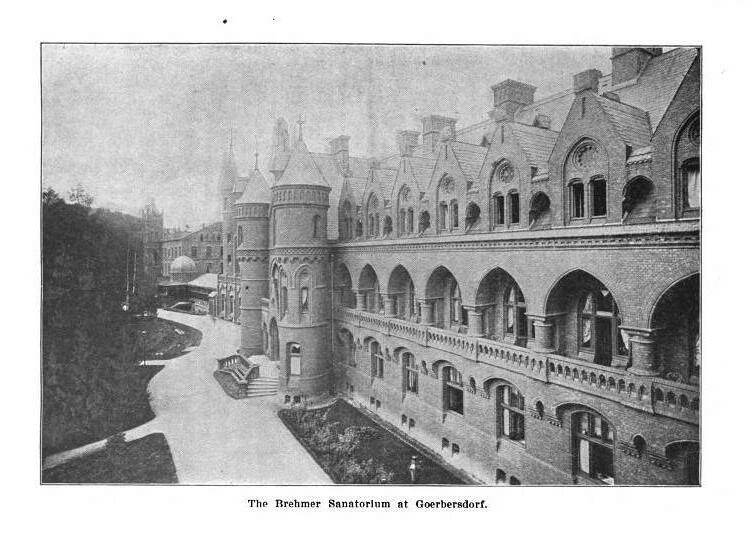
1905년 이전 촬영된 브레머 요양소. 오스트리아 의사 헤르만 브레머가 실레시아 괴르베르스도르프(현재 폴란드 소코워프스코)에 설립했다. 브레머는 결핵의 체계적인 야외 치료를 위한 최초의 독일 요양소를 세웠으며, 이는 이런 종류의 시설 중 최초였다.

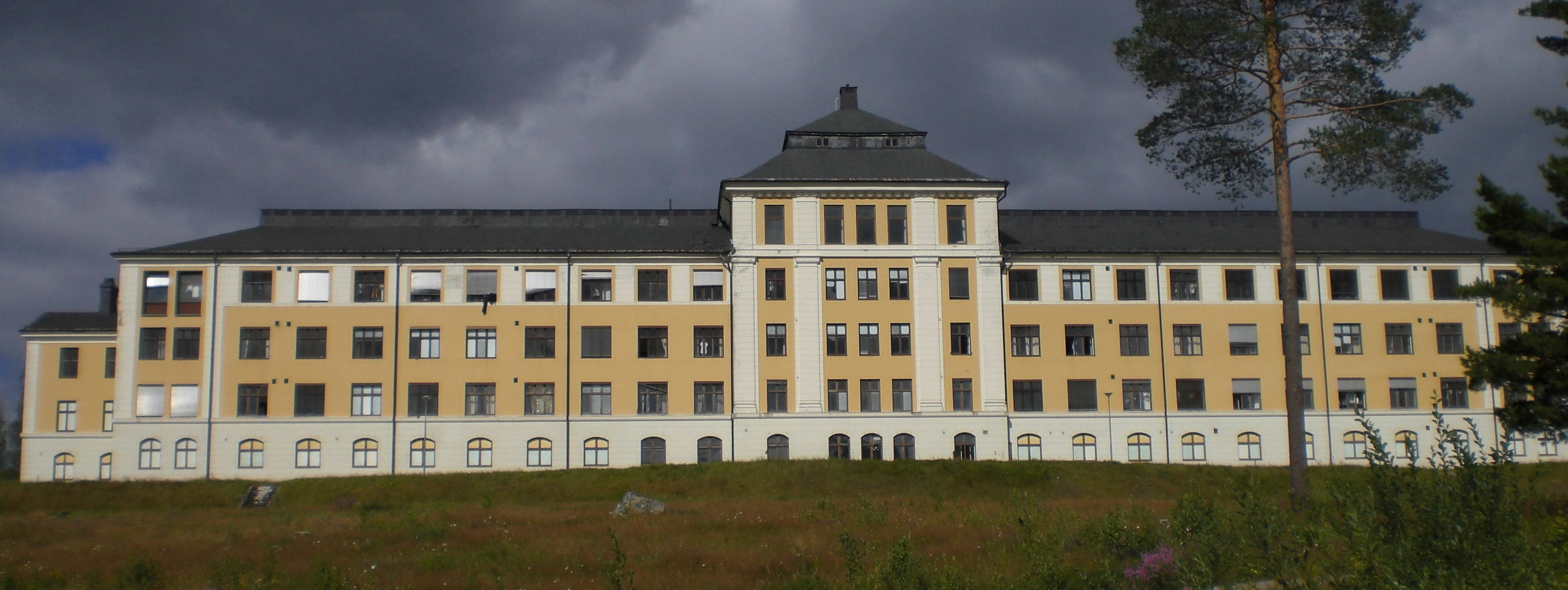
1926년에 설립된 헬네스 요양소는 폐결핵 치료를 위한 스웨덴에서 가장 큰 요양소 중 하나였다.

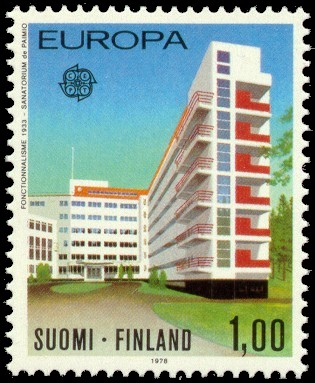
1978년 핀란드 우표, 1933년 알바르 알토가 설계한 파이미오 결핵 요양소를 묘사한다.

요양소(療襄所, sanatorium) 또는 요양원(療襄院)은 특정한 질병, 관련 질환 및 회복 치료를 위한 특수 병원의 역사적 명칭이다.
요양소는 종종 건강한 기후, 대개 시골에 위치한다. 치유라는 개념은 특히 19세기 말과 20세기 초에 요양소가 역사적으로 대량 설립된 중요한 이유였다. 예를 들어, 소모병 특히 결핵 (아직 항생제 발견 이전)이나 알코올 의존증뿐만 아니라, 히스테리, 자위행위, 피로 및 감정 소진과 같은 더 모호한 중독과 갈망을 치유하고자 했다. 시설 운영자는 종종 구호 기사단 및 새로 설립된 사회복지보험회사와 같은 자선 단체였다.
요양소는 소련 시절의 러시아 요양소와 구별한다. 러시아 요양소는 노동자들을 위한 일종의 요양 리조트 거주지였다.

## 역사

### 개념
현대적 의미의 요양소에 대한 첫 제안은 조지 보딩턴에 의해 이루어졌을 가능성이 높다. 그는 1836년 서턴콜드필드에 요양소를 열었고, 이후 1840년에 "폐결핵의 치료와 완치에 관하여"라는 제목의 에세이를 발표했다. 그의 새로운 접근 방식은 랜싯의 평론가들에 의해 "매우 조악한 아이디어와 근거 없는 주장"으로 일축되었고, 그의 요양소는 곧바로 정신병원으로 전환되었다. 항생제 시대 이전의 요양소의 근거는 휴식과 좋은 영양 섭취가 환자의 면역계가 폐결핵 감염 부위를 "차단"할 수 있는 최상의 기회를 제공한다는 것이었다. 1863년 헤르만 브레머는 실레시아의 괴르베르스도르프(현재 폴란드)에 폐결핵 치료를 위한 브레머세 하일란슈탈트 퓌어 룽엔크랑케(Brehmersche Heilanstalt für Lungenkranke)를 열었다. 환자들은 풍부한 고지대의 신선한 공기와 좋은 영양을 섭취했다. 결핵 요양소는 19세기 후반부터 유럽 전역에서 흔해졌다.

### 초기 설립
1885년 뉴욕주 사라낙 레이크에 설립된 아디론댁 코티지 요양원은 북미 최초의 그러한 시설이었다. 서스캐처원 폐 협회에 따르면, 1904년 캐나다 국립 항결핵 협회(National Anti-Tuberculosis Association)가 설립되었을 때, 결핵 퇴치에 있어 저명한 선구자 R.G. 퍼거슨을 포함한 회원들은 사람들이 잘 아는 건강 리조트와 새로운 결핵 치료 병원 사이에는 구분이 필요하다고 믿었다. "그래서 그들은 건강을 의미하는 라틴어 명사 sanitas에서 파생된 것이 아니라 과학적 치유나 치료의 필요성을 강조하는 새로운 단어를 사용하기로 결정했다. 따라서 그들은 치유를 의미하는 라틴어 동사 어근 sano를 가져와 새로운 단어 sanatorium을 채택했다."
스위스에는 많은 요양소가 있었다. 의료 전문가들은 깨끗하고 차가운 산 공기가 폐 질환에 가장 좋은 치료법이라고 믿었기 때문이다. 핀란드에서는 1900년대 초반에 격리된 숲 지역에 일련의 결핵 요양소가 전국적으로 건설되었다. 가장 유명한 곳은 1933년에 완공된 파이미오 요양소로, 세계적으로 유명한 건축가 알바르 알토가 설계했다. 이곳에는 햇볕이 잘 드는 발코니와 옥상 테라스가 있었는데, 환자들은 하루 종일 침대에 누워 있거나 특별히 설계된 의자인 파이미오 의자에 앉아 있었다. 포르투갈의 발라다리스에 있는 헬리안티아 요양소는 1930년대부터 1960년대까지 골결핵 치료에 사용되었다.

### 20세기 미국

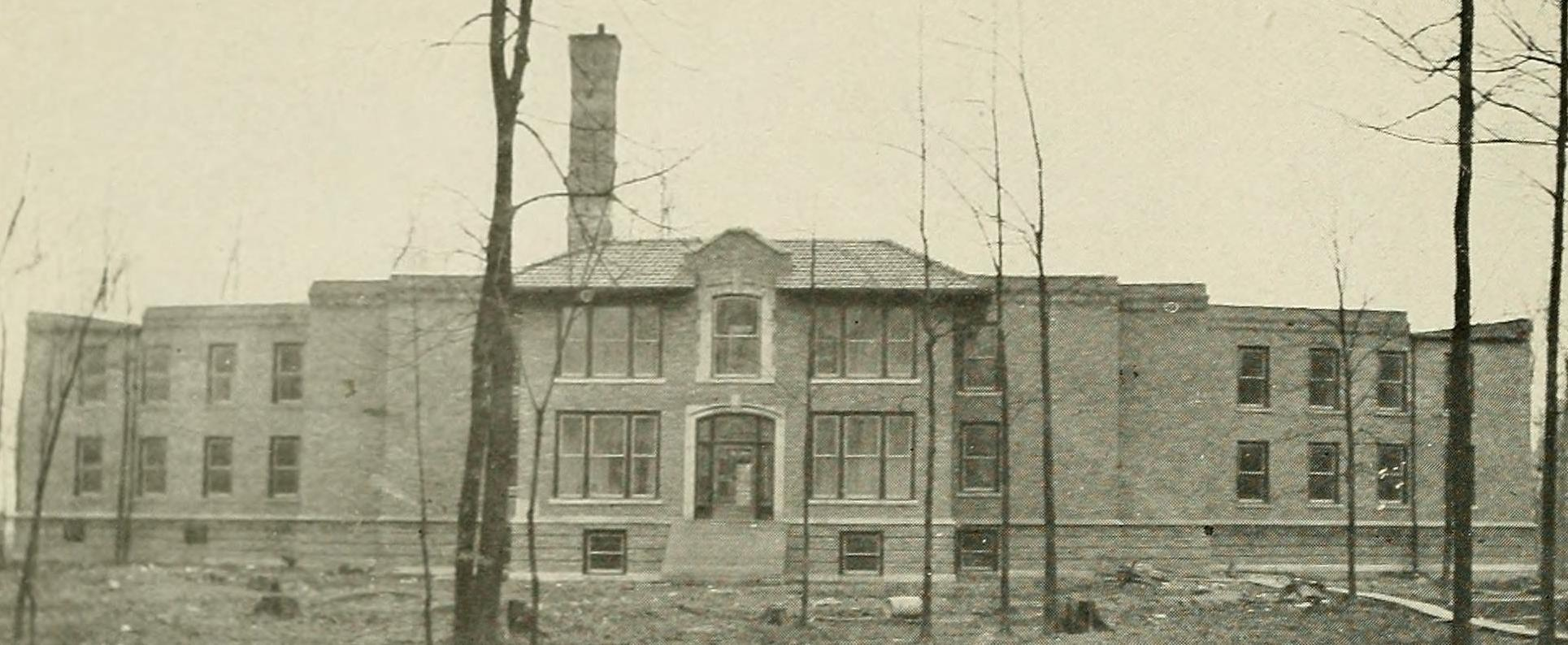
1911년 리마 결핵 병원

20세기 초, 결핵 요양소는 미국에서 흔해졌다. 애슈빌에 세워진 여러 곳 중 첫 번째는 1871년 호라시오 페이지 개첼에 의해 설립되었는데, 당시에는 결핵(그때는 "프티시스" 또는 "소모병"이라고 불렸다)의 원인조차 알려지지 않았었다. 50년 전, J.F.E. 하디는 "치유의 기후"에서 완치되었다고 전해진다. 의료 전문가들은 해발 2,200 피트 (670 m)에서 기압이 혈관 내 기압과 같았고, 활동, 풍경, 스트레스 없음 또한 도움이 되었다고 보고했다. 1900년대 초, 애리조나의 햇살과 건조한 사막 공기는 결핵, 류마티스, 천식 및 기타 여러 질병을 앓던 많은 사람들(일명 "폐병 환자")을 끌어들였다. 부유한 사람들은 고급 결핵 리조트에서 요양을 선택했고, 다른 사람들은 돈을 모아 애리조나로 여행을 떠나 무일푼으로 도착했다. 사막에는 텐트를 치고 오두막을 지어 결핵 캠프가 형성되었다. 결핵 전염병 동안, 애리조나의 도시들은 이 주를 결핵 치료를 위한 이상적인 장소로 광고했다. 애리조나의 많은 요양소들은 당시 유럽의 도시 외곽 리조트를 본떠 안뜰과 개별 객실을 자랑했다. 각 요양소는 약 120명의 사람들을 돌볼 수 있도록 갖춰져 있었다.
태평양 북서부 최초의 요양소는 1905년 오리건주 밀워키 하이츠에 문을 열었고, 이어서 1910년 오리건주 세일럼에 최초의 주립 결핵 병원이 개원했다. 오리건은 결핵 환자 중 집에서 적절한 치료를 받을 수 없는 사람들에게 정부가 적절한 주택을 제공해야 한다는 법안을 서해안 주 최초로 제정했다. 서해안은 요양소의 인기 있는 장소가 되었다.
가장 많은 요양소가 있었던 지역은 투손으로, 도시 내에 12개 이상의 호텔식 시설이 있었다. 1920년까지 투손에는 결핵 치료를 위해 온 7,000명의 사람들이 있었다. 너무 많은 사람들이 서부로 와서 충분한 주택이 없었다. 1910년, 천막촌이 여러 지역에 생겨나기 시작했는데, 한 곳은 빈민가로 묘사되었고 대부분의 시민들에게 외면당했다. 많은 감염자들이 사막에서 노숙했다. 당시 피닉스 중심부와 인접한 서니슬로프라고 불리는 지역은 또 다른 큰 결핵 야영지였다. 거주자들은 주로 도시 북쪽으로 솟아오른 산들의 언덕에 쳐진 텐트에서 살았다. 건조하고 따뜻한 기후 덕분에 캘리포니아주 남부에도 20세기 초에 여러 요양소가 문을 열었다.
인종 차별이 있던 미국 남동부에서 흑인 미국인을 위한 최초의 결핵 요양소는 버지니아주 버크빌에 있는 피드몬트 요양소였다. 켄터키주 루이빌의 결핵 요양소인 웨이버리 힐스 요양소는 1911년에 설립되었다. 이곳은 유령이 있다고 믿는 호기심 많은 사람들의 메카가 되었다. 건조한 기후 때문에 콜로라도스프링스에는 여러 요양소가 있었다. 플로리다주 랜타나의 A. G. 홀리 병원은 2012년 7월 2일 문을 닫을 때까지 미국에서 마지막으로 남아 있던 독립형 결핵 요양소였다.
1907년, 스태닝턴 요양소는 어린이 결핵 치료를 위해 잉글랜드 북동부에 문을 열었다. 이 요양소는 지역 자선 단체인 빈곤 아동 휴가 협회(현재는 지역에서 가장 오래된 어린이 자선 단체인 칠드런 노스 이스트)가 모금한 기금으로 운영되었다. 미국에서 가장 큰 결핵 요양소는 현재 시카고 노스 파크 빌리지 부지에 위치해 있었다. 시카고의 페터슨 파크 필드하우스에는 시카고 시립 결핵 요양소의 실험실과 영안실이 있었다.

### 항생제의 발견과 쇠퇴
1943년 럿거스 대학교의 대학원생이었던 앨버트 샤츠가 결핵의 첫 치료제인 스트렙토마이신을 발견한 후, 요양소들은 문을 닫기 시작했다. 파이미오 요양소의 경우처럼, 많은 요양소들이 종합병원으로 바뀌었다. 1950년대에 결핵은 선진국에서 더 이상 주요 공중보건 위협이 아니었으며, 장기 휴식보다는 항생제로 통제되었다. 대부분의 요양소들은 그 전에 이미 철거되었다.
그러나 일부는 새로운 의료적 역할을 위해 개조되었다. 인도 남부의 탐바람 요양소는 현재 에이즈 환자들을 위한 병원이다. 미시시피주 요양소에 있는 주립 병원은 현재 지적 장애 치료 및 작업 치료 프로그램의 지역 센터가 되었다. 2001년 일본에서는 후생성이 나환자촌의 이름을 요양소로 변경할 것을 제안했다.

### 구소련 국가

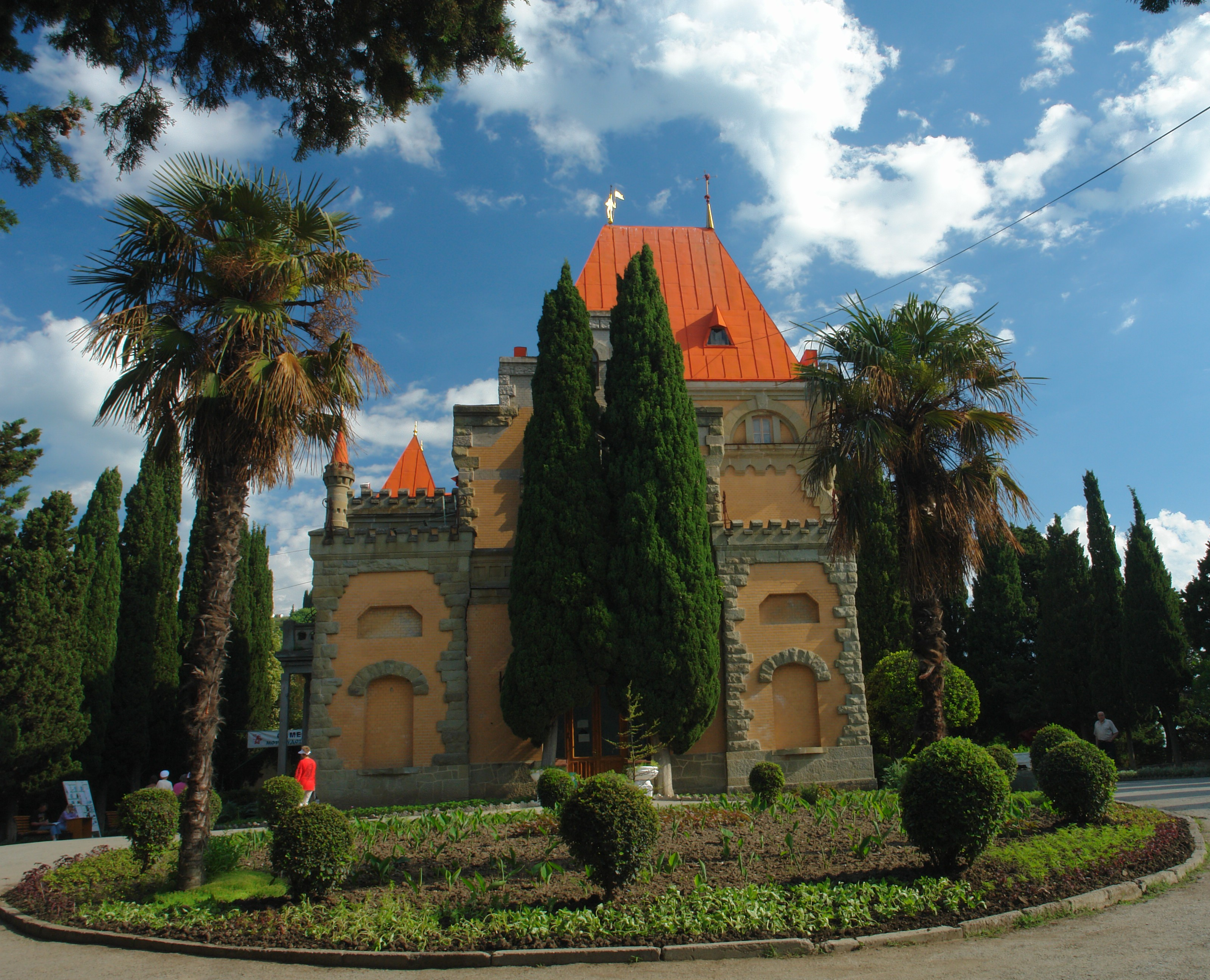
아나스타시아 가가리나 공주의 궁전 — 현재 크림, 우크라이나 해안을 따라 위치한 "우퇴스" 요양소의 행정 중심지, 2005년

구소련 국가에서는 일반적으로 요양소가 리조트/휴양 시설과 단기 복합 휴식 및 의료 서비스를 제공하는 의료 시설의 조합을 의미한다. 이는 스파 리조트와 유사하지만 의료 서비스가 포함된다.
구 바르샤바 조약 기구 국가들에서는 요양소가 마사지, 수영장, 사우나, 아로마테라피, 산소 요법과 같은 건강 리조트 시설과 서비스를 제공하지만 의료 보험이 적용되지 않는 호텔이다. 이들은 직장 스트레스에서 벗어나 편안한 휴식을 찾는 건강한 사람들을 위한 스파 리조트이다. 예를 들어, 체코 카를로비바리에 위치한 산토리움 아스토리아 및 기타 시설이나 우크라이나의 제네바 요양소 호텔이 이러한 목적을 제공한다. 의사의 처방은 일반적으로 필요하지 않다. 그러나 일반의가 투숙객을 위해 숙박 시작과 끝에 건강 검진을 제공한다.
요양소는 1920년대 초 러시아 소비에트 연방 사회주의 공화국의 노동법이 도입되면서 소련에서 두각을 나타내기 시작했다. 이 법은 러시아 노동자들을 위한 기본적인 권고 사항과 기준을 설정했다(연방 공화국의 별도 노동법은 나중에 1970년에 표준화되었다). 이 노동법은 모든 노동자에게 최소 2주간의 연간 휴가를 보장했으며, 건강상의 이유로 요양소에서 보내도록 권고했다. 의료 전문가는 체류 장소와 기간을 추천했는데, 보통 24일에서 10개월까지 다양했으며, 노동자는 추천된 체류를 위한 양식(putyevka)을 제출했다. 비용은 조합이나 건강 보험에서 부분적으로 또는 전액 부담했다.
1990년까지 소련의 요양소는 한 번에 5만 명의 손님을 수용할 수 있었다. 소련의 붕괴 이후, 많은 요양소는 황폐해졌고 일부는 난민 수용소가 되었지만, 구연방 공화국 전역의 수많은 요양소는 여전히 운영 중이다. 키르기스스탄의 이식쿨호는 그러한 요양소들로 유명했는데, 그중 일부는 개조되었다.

## 요양소를 소재로 한 작품
요양소를 배경으로 한 가상의 이야기는 종종 산악 지역에 높이 위치한 이 의료 시설의 고립된 장소를 활용한다. 요양소 배경이 불러일으키는 감정은 시설이 아름답고 잘 운영될 경우 긍정적일 수 있으며, 시설이 낡았거나 공포 이야기의 경우 버려진 경우 어둡고 무서울 수 있다.
- 독일 작가이자 사회 비평가 토마스 만의 1924년 소설 마의 산은 요양소를 배경으로 한다.[26]
- 오스트리아계 미국인 유대인 시인이자 예술가 새뮤얼 그린버그는 "워즈 아일랜드 심포니크"를 포함하여 요양소에서의 경험에 대한 세 편의 시를 썼다.[27]
- 미국 헤비메탈 밴드 메탈리카는 1986년 Master of Puppets 스튜디오 앨범에 "Welcome Home (Sanitarium)"이라는 곡을 수록했는데, 이 곡은 부분적으로 뻐꾸기 둥지 위로 날아간 새 (영화)에서 영감을 받았다.
- 미스터리 작가 메리 로버츠 라인하트의 "Where There's a Will"은 요양소를 배경으로 한다.
- 2015년 드라마 호러 비디오 게임 언틸 던의 주요 스토리 요소는 가상의 버려진 블랙우드 요양소를 배경으로 한다.
- 캐나다 음악가 존 K. 샘슨의 첫 솔로 앨범인 Provincial에는 니네트 요양소를 언급하는 두 곡, "When I Write my Masters Thesis"와 "Letter in Icelandic from the Ninette San"이 수록되어 있다.[28]
- 1976년 스쿠비 두 쇼 에피소드 "The Harum Scarum Sanitarium"은 요양소에서 진행되었다.

## 같이 보기
- 병원
- 양로원

## 더 읽어보기
- Waverly Hills Sanatorium still source of local curiosity, Douglas Kleier Jr., Louisville Cardinal Online, Oct. 21, 2003.
- Adams, Annmarie; Schwartzman, Kevin; Theodore, David (2008). 《Collapse and Expand: Architecture and Tuberculosis Therapy in Montreal, 1909, 1933, 1954》. 《Technology and Culture》 49. 908–942쪽. doi:10.1353/tech.0.0172. JSTOR 40061618. PMID 19227960. S2CID 7674281. INIST:20977990.
- Thomas Spees Carrington. Tuberculosis Hospital and Sanatorium Construction (New York, 1911).
- Maitland, Leslie (1989). 《The Design of Tuberculosis Sanatoria in Late Nineteenth Century Canada》. 《Bulletin of the Society for the Study of Architecture in Canada》 14. 5–13쪽. hdl:10222/71570.
- Topp, Leslie (1997년 12월 1일). 《An Architecture for Modern Nerves: Josef Hoffmann's Purkersdorf Sanatorium》. 《Journal of the Society of Architectural Historians》 56. 414–437쪽. doi:10.2307/991312. JSTOR 991312.
- Campbell, Margaret (2005년 10월 1일). 《What Tuberculosis did for Modernism: The Influence of a Curative Environment on Modernist Design and Architecture》. 《Medical History》 49. 463–488쪽. doi:10.1017/s0025727300009169. PMC 1251640. PMID 16562331.